# 森田孝一郎
森田 孝一郎（もりた こういちろう、1966年（昭和41年） - ）は日本のリズムコミュニケーターでジャズ活動家。鹿児島県鹿児島市出身。「もりぶー」の愛称で、ジャズドラマー、ドラムサークルファシリテーター、ドラムコーチ、リズム感トレーナー、ワークショップファシリテーター、セミナー講演講師、ジャズレコード解説、鹿児島で活躍するローカルタレントと多彩な活動を行う。

## 来歴・人物
14歳の時、ドラムセットを購入しドラムを始める。大学時代に学内ジャズバンド・チェリーアイランドジャズオーケストラ(鹿児島大学公認ジャズサークル）などと、コラボして活躍。2005年、上田正樹率いる「R＆B,Soul singer」のライブツアーとして参加。現在は鹿児島にてラジオ番組に出演するなどローカルタレントとしても活躍している。

## 経歴
- 1985年 - プロドラマーとしての活動をはじめる。
- 2009年 - ドラムサークルファシリテーター協会（DCFA）理事を10期つとめる。
- 2016年 - REMO International Drum Circle Facilitator Endorser
- 2016年 - 脳卒中によりたおれ再起不能診断を受けるも、楽しむリハビリで1年後に奇跡の再起を果たす。
- 2020年 - 一般社団法人ドラムサークルファシリテーター協会（DCFA）オフィシャルアドバイザー[4]
- 2021年 - リズムと運動の健康コラボ「ニコリハリズム」設立、整体「株式会社　輝く羽」西綾とともにヘッドトレーナーをつとめる。

## 主な作品
- Now's Jazz Trio 「蛍」
- 「もりぶーのリズムのうたヒップホップ日本語ラップ」
- 「お調子亭ノリ太郎のジャズ落語作品集20篇」

## 著書
- 『脳卒中の楽しみ方: スーパーポジティブ魂胆（スポ魂）で乗りこえる』集英社新書、2017年7月10日。ISBN 4815000611。
- 『リズムdeスマイル（^^）/: 太鼓（太古）からリズムでつながり広がる心の輪（和） ドラムサークルによる笑顔のＷＡ！』集英社新書、2017年7月17日。ISBN 4815000751。
- 『Keep Swingin': 薩摩青春ジャズ帖～南国でたぎるスィングの魂』デザインエッグ社、2017年7月17日。ISBN 4815000727。

## メディア出演
- ジャズ入門解説 NHK FM
- ジャズトゥナイト NHK FM 2021年4月10日放送 Now's Jazz Trioとして。[5]
- People'sMBC南日本放送[6]
- High Time Radio DX[7]
- ヨンゴヒンゴFM鹿児島 - 2022年2月20日[8]

## 雑誌
- JaZZ JAPAN Vol.130 - Up Close and Personal 〜今最も熱いアーティストに直撃インタビュー! Now’s Jazz Trioとして。

## サポートメンバーとして参加
- 山下洋輔
- 中村誠一
- 渋谷毅
- 橋田正人